# Kapsparv
Kapsparv (Emberiza capensis) är en fågel i familjen fältsparvar inom ordningen tättingar.

## Utseende och läten
Adulta kapsparven har svart hjässa, vitt ögonbrynsstreck och vita örontäckare inramat av svart. Ovansidan är mörkstreckat gråbrun och vingtäckarna kastanjebruna. Stjärten är mörkare brun och undersidan grå med ljus strupe. Könen är lika, men honor kan ha en mer beigeaktig anstrykning på det vita på huvudet. Ungfåglar är mindre rödbrun på vingen samt har mindre tydlig huvudteckning och kraftigare streckning ner på bröst och flanker. Kroppslängden är 16 cm. Lätet beskrivs i engelsk litteratur som ett stigande "zzoo-zeh-zee-zee" och sången ett högljutt "chup chup chup chup chee chhep chu".

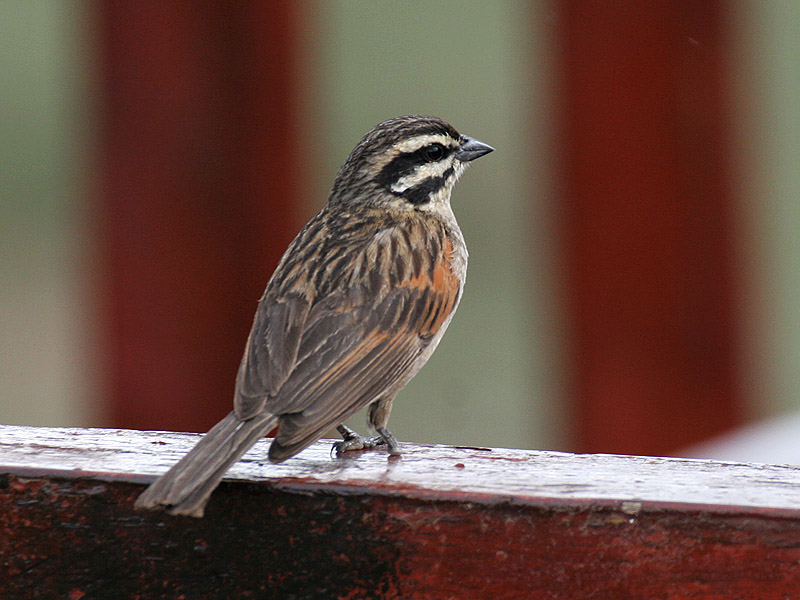

## Utbredning och systematik
Kapsparven delas in i elva underarter med följande utbredning:
- Emberiza capensis nebularum – sydvästra Angola
- Emberiza capensis bradfieldi – norra och centrala Namibia
- Emberiza capensis smithersii – östra Zimbabwe och västcentrala Moçambique
- Emberiza capensis plowesi – nordöstra Botswana och södra Zimbabwe
- Emberiza capensis limpopoensis – sydöstra Botswana och närliggande Sydafrika (Nordvästprovinsen och Limpopoprovinsen)
- Emberiza capensis reidi – östcentrala Sydafrika, norra Lesotho och västra Swaziland
- Emberiza capensis basutoensis – centrala Lesotho och östra Sydafrika
- Emberiza capensis cinnamomea – centrala Sydafrika
- Emberiza capensis vinacea – nordöstra Norra Kapprovinsen
- Emberiza capensis capensis – södra Namibia till sydvästra Sydafrika
- Emberiza capensis vincenti – klippa bergstoppar i sydcentrala Afrika, i bergstrakter i östra Zambia, centrala och södra Malawi samt norra Moçambique

### Släktestillhörighet
Arten placeras traditionellt i släktet Emberiza, men vissa auktoriteter delar upp detta i flera mindre släkten. Den förs då tillsammans med exempelvis karroosparv och hussparv till Fringillaria.

## Levnadssätt
Kapsparven hittas på steniga sluttningar och torr buskmark, huvudsakligen i bergstrakter i nporra delen av utbredningsområdet. Den ses ensataka, i par eller små familjegrupper. Födan består av frön, insekter och spindlar som den söker efter på marken. I det skålformade boet som placeras lågt i en buske eller grästuva lägger den två till fyra gräddfärgade ägg med rödbruna och lila fläckar.

## Status
Arten har ett stort utbredningsområde och beståndet anses vara stabilt. Internationella naturvårdsunionen IUCN listar den därför som livskraftig (LC).